# محمدقیوم دهقانی
محمدقیوم دهقانی (زادهٔ ۱۳۴۹ در آشار(سیستان و بلوچستان)) نمایندهٔ حوزهٔ انتخابیهٔ ایرانشهر، سرباز و دلگان در دورهٔ هشتم مجلس شورای اسلامی بوده‌است.